# Thomas van der Hammen
Thomas van der Hammen (Schiedam, 27 september 1924 – Chía (Cundinamarca), 12 maart 2010) was een Nederlands paleontoloog, botanicus, geoloog en hoogleraar palynologie aan de Universiteit van Amsterdam. Hij heeft meer dan 100 artikelen in vijf verschillende talen gepubliceerd, waaronder Spaans.

## Biografie
Van der Hammen studeerde van 1944 tot 1949 plantkunde en paleontologie aan de Universiteit Leiden. In 1949 behaalde hij er zijn doctoraalexamen geologie en promoveerde in 1951 onder hoogleraar Frans Florschütz met de verdediging van zijn proefschrift: Late-glacial flora and periglacial phenomena in The Netherlands (Laatglaciale flora en periglaciale verschijnselen in Nederland).
Na zijn opleiding en jaren van onderzoek aan de Universiteit van Amsterdam ging hij in 1951 naar Bogotá in Colombia, waar hij werkzaam was voor de Geological Survey. Hier analyseerde hij het gebied Sabana de Bogotá en concludeerde dat rond 60.000 jaar voor Chr. er een groot meer (Lake Humboldt) aanwezig was dat een gebied omvatte van het tegenwoordige Bogotá, Soacha, Funza, Mosquera, Madrid, Cota, Chía en Cajicá.
In 1959 keerde Van der Hammen terug naar Nederland, waarna hij werkzaam was voor de faculteit geologie van de Leidse universiteit. In 1966 stapte hij over naar de Universiteit van Amsterdam waar hij benoemd werd tot lector en vanaf 1980 als hoogleraar palynologie aan de faculteit der Wiskunde en Natuurwetenschappen, subfaculteit Geologie en Geofysica. Na zijn emeritaat (pensionering) in 1989 vestigde hij zich definitief in Colombia, in het dorp Chía nabij Bogotá.

## Werk
Van der Hammen droeg veel bij aan het begrijpelijk maken van de Sabana de Bogotá (savanne van Bogotá) en het omringende natuurgebied. Hij heeft samengewerkt met Gonzalo Correal Urrego om tot een begrip te komen van prehistorische locaties, zoals El Abra, Tequendama en Tibitó in Midden-Colombia. Daarnaast definieerde en beschreef hij verscheidene geologische formaties, zoals de Marichuela-, Tunjuelo- en Sunachoque-formaties. Zijn paleobotanische achtergrond bewees van grote waarde te zijn in het dateren van de continentale Cacho-formatie.
In 2000 werd een natuurlijk natuurgebied ten noorden van Bogotá, grenzende aan Chía en Cote, het "Thomas van der Hammen Natural Reserve", naar hem vernoemd. De burgemeester van Bogotá, Enrique Peñalosa, die tweemaal verkiesbaar was voor de "Green Party", gaf later toestemming voor de bouw van woningen in dit natuurgebied, wat tot protest leidde van de lokale bevolking.
In 2003 gaf Van der Hammen een uitgebreid interview aan Radio Nederland Wereldomroep over zijn werk en zijn leven.
- Author citation (botany): Hammen
- Gemeinsame Normdatei: 1056585323
- International Standard Name Identifier: 0000 0001 0959 7518
- Library of Congress Control Number: n85381326
- Mathematics Genealogy Project: 286940
- Nederlandse Thesaurus van Auteursnamen: 073839892
- Système universitaire de documentation: 068952570
- Virtual International Authority File: 22756608
- WorldCat: E39PBJghppdFXBpdCp4w33GmBP